# Kastl (bei Kemnath)
Kastl ist eine Gemeinde im Oberpfälzer Landkreis Tirschenreuth.

## Geografie
Die Landschaft am Fuße des Rauhen Kulm, von der Haidenaab durchflossen, bietet mit ihren ausgedehnten Wäldern vielfältige Wandermöglichkeiten.

### Gemeindegliederung
Es gibt 13 Gemeindeteile (in Klammern ist der Siedlungstyp angegeben):
- Altköslarn (Dorf)
- Birkhof (Weiler)
- Gründlhut (Einöde)
- Haidhügl (Einöde)
- Kastl (Pfarrdorf)
- Mühlhof
- Neuenreuth (Weiler)
- Reuth bei Kastl (Dorf)
- Senkendorf (Weiler)
- Troglau (Weiler)
- Unterbruck (Dorf)
- Weha (Dorf)
- Wolframshof (Dorf)

Es gibt die Gemarkungen Kastl, Reuth b.Kastl, Unterbruck und Wolframshof.

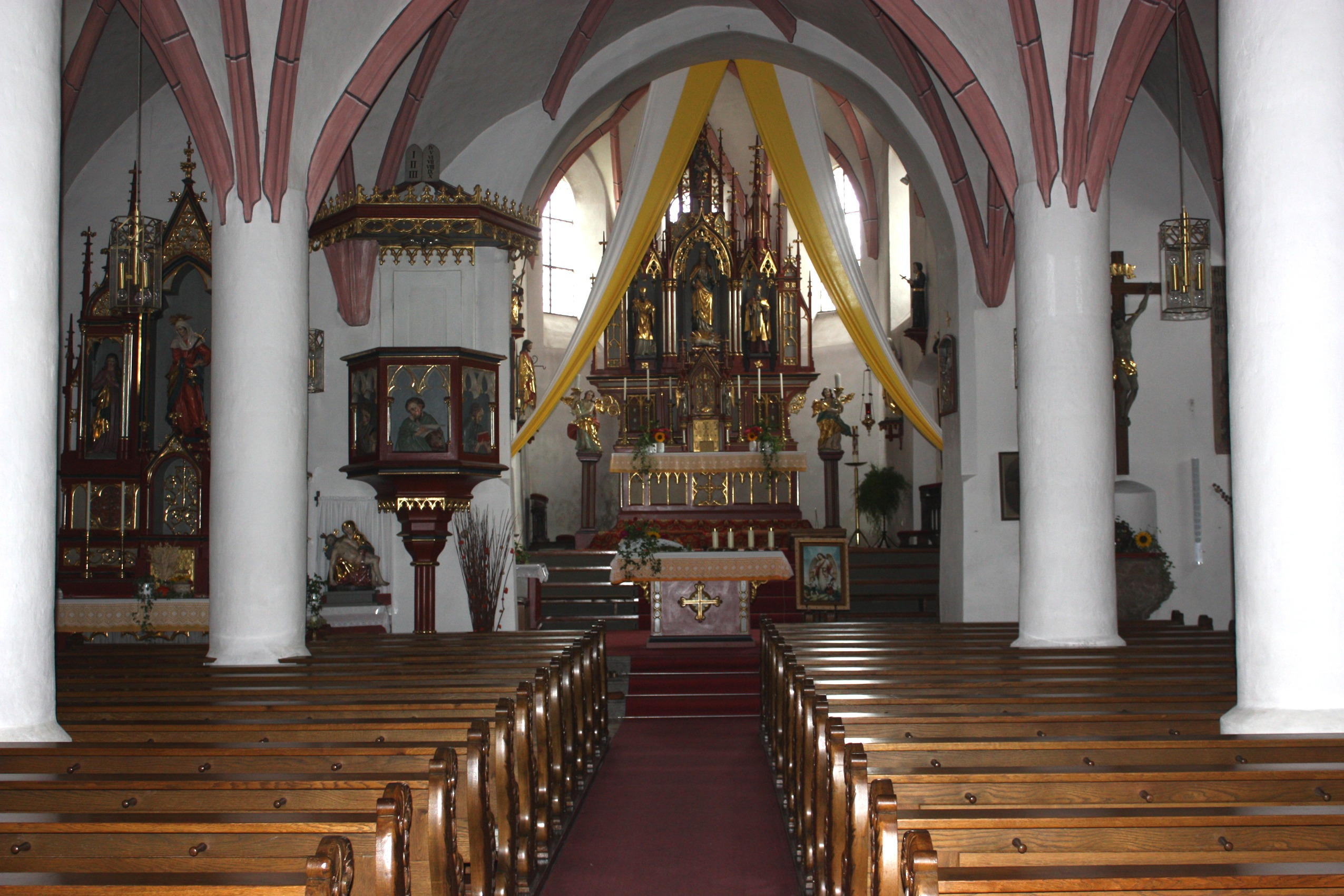
Innenansicht der Dorfkirche St. Margaretha

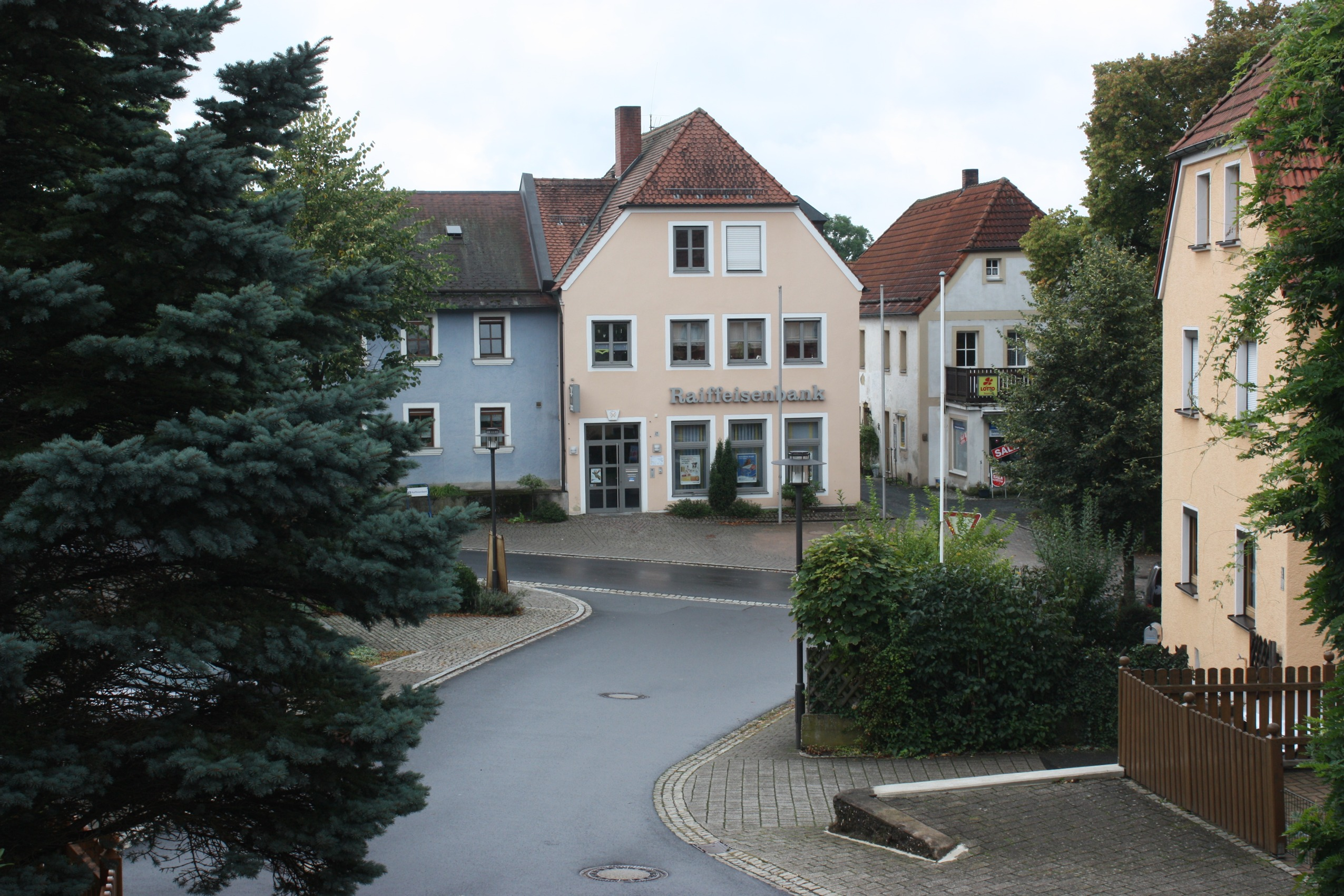
Im Ortszentrum

### Amerikanische Siedlung
Seit Anfang 2005 hat die Gemeinde Kastl auch 40 US-amerikanische Mitbürger. Die im Zuge der Erweiterung des Grafenwöhrer Truppenübungsplatzes gebauten Häuser stehen unweit der Dorfmitte und bilden ein „amerikanisches Viertel“.

## Geschichte
Kastl gehörte zum Rentamt Amberg und zum Landgericht Waldeck des Kurfürstentums Bayern.
Ein geschichtlicher Höhepunkt der Ortschaft war die gewonnene Schlacht gegen eine Franzosentruppe am 26. August 1796. Die Kastler Bauern traten den mit Schusswaffen ausgerüsteten Franzosen nur mit Mistgabeln entgegen und konnten sie so von einem Überfall auf die Nachbarstadt Kemnath abhalten. Dies war nur möglich, weil die Soldaten die Nacht zuvor einiges über den Durst getrunken hatten.

### Name
Der Ortsname „Kastl“ kommt mehrfach in Bayern vor. Der historische Atlas von Bayern, Band Kemnath, bezeichnet in der Zeit von 1244 bis 1747 folgende Schreibvarianten: „Chasten“, „Kastel“, „Castel“ und „Castl“. Es gibt verschiedene Ursprungsformen für den Ortsnamen Kastl, wie z. B.
- Kasten (Speicher, vgl. Briefkasten, Kleiderkasten, Getreidespeicher oder -Kasten),
- Castell (Festung, Bollwerk, Burg, Zufluchtsort)
- Castulus (römischer Märtyrer, dessen Gebeine zunächst in Moosburg waren und später nach Landshut überführt wurden).

Das ursprüngliche Verbreitungsgebiet dieses Ortsnamens war früher noch weitaus größer. Im Zuge der Gebietsreformen haben viele Einöden, Weiler oder Mühlen ihren ursprünglichen Namen aufgegeben und den der Großgemeinde angenommen. Für den Ort Kastl (bei Kemnath) kommt aus den oben aufgeführten Ursprungswörtern nur die Ableitung von Kasten in Frage. Die geht auf eine Regelung zurück, wonach man früher Beamten und Dienern Grundstücke von der Gemeinde oder von der Grundherrschaft zuwies und dafür einen Getreidezins forderte, also eine Art Naturalsteuer. Dazu war ein Aufbewahrungsort notwendig, ein Speicher oder „Kasten“, der vom Kastenamt (heute: Finanzamt) verwaltet wurde. Aufgrund der schon im Mittelalter bemerkenswerten Größe der Pfarrei Kastl und der Zugehörigkeit zu den Burgherren von Waldeck und Leuchtenberg sowie zum nahen Kloster Speinshart befand sich im Ort ein solcher Getreidekasten. Im Salbuch von 1283 wird das „Schlössl“ (Hausnr. 17) bezeichnet, auf dessen Grundmauern sich das heutige „Löindlhaus“ befindet. Kellergewölbe und Brunnen sind noch vorhanden.
Neben den verschiedenen Ortsnamen, welche sich aus dem o. a. Wortstamm bildeten, wie St. Kastl oder Markt Kastl (bei Amberg) leiten sich auch zahlreiche Familiennamen davon ab, z. B. Kastner, ein Name, der in der Region um Kastl weit verbreitet ist.

### Eingemeindungen
Im Jahr 1945 oder 1946 wurde die Gemeinde Wolframshof eingegliedert. Im Zuge der Gebietsreform in Bayern kam am 1. Januar 1972 Unterbruck hinzu. Am 1. Januar 1978 wurde ein Teil der aufgelösten Gemeinde Löschwitz eingegliedert.

### Einwohnerentwicklung
Kastl konnte als eine von vier Gemeinden im Landkreis Tirschenreuth 2004 einen Einwohnerzuwachs vermelden und zählte 1398 Bewohner. Kastl hat auch den größten Anteil Minderjähriger im gesamten Landkreis.
Zwischen 1988 und 2018 stieg die Einwohnerzahl von 1244 auf 1399 um 155 bzw. um 12,5 %, das war der höchste prozentuale Zuwachs im Landkreis im genannten Zeitraum.

### Besonderheiten
Das Dorf Kastl wurde Kreissieger 2005 beim Wettbewerb Unser Dorf soll schöner werden – Unser Dorf hat Zukunft.

## Politik

### Gemeinderat
Stand: 1. Mai 2020
- CSU: 7 Sitze
- FW: 5 Sitze

### Bürgermeister
Erster Bürgermeister ist Hans Walter, Zweite Bürgermeisterin Michaela Veigl. Beide gehören der CSU an.

### Verwaltung
Die Gemeinde ist Mitglied der Verwaltungsgemeinschaft Kemnath.

### Wappen
| Wappen Gemeinde Kastl | Blasonierung: „In Rot unter silbernem Schildhaupt, darin zwei mit einem waagrechten roten Steg verbundene rote Radkreuze, über einem silbernen Schildchen, darin ein blauer Balken, zwei silberne Drachenflügel.“ |
| Wappen Gemeinde Kastl | Wappenbegründung: Die mit einem Steg verbundenen Radkreuze im Schildhaupt verweisen auf zwei kunsthistorisch bedeutende Steinplatten im Friedhof von Kastl und im Schloss Wolframshof. Die sogenannten Scheibenkreuzplatten aus dem späten Hochmittelalter weisen dieses Motiv auf und gelten als sehr selten im süddeutschen Raum. Das silberne Schildchen mit blauem Balken erinnert an die Landgrafen von Leuchtenberg, zu deren Einflussbereich das Gebiet um Kastl seit dem Hochmittelalter gehörte. Auch im Gebiet der 1972 nach Kastl eingegliederten Gemeinde Unterbruck bestanden Leuchtenberger Lehen (zwei Landsassengüter in Bruck bei Kastl). Gebhard von Leuchtenberg soll um 1145 die Pfarrkirche St. Margaretha gestiftet haben; ein Pfarrer (plebanus) in Kastl ist erstmals 1244 nachweisbar. Die beiden Drachenflügel sind Teile des Attributs der Kirchenpatronin Margaretha. Die Pfarrei Kastl wurde 1374 dem Kloster Speinshart inkorporiert. Dieses Wappen wird seit 1982 geführt. |

## Kultur

### Vereine
Der größte Sportverein im Gemeindegebiet ist der TSV 1960 Kastl mit den Sparten Fußball, Volleyball, Tennis, Tischtennis, Schifahren, Wandern und mit mehreren Turngruppen.
Außerdem gibt es den Schützenverein Einigkeit Hubertus Kastl. Er besitzt eine der modernsten Schießsportanlagen Europas. Sehr erfolgreich ist die Jugendarbeit mit vier Weltmeisterschaftstiteln, einer Europameisterin und mehreren Titelträgern auf nationaler Ebene (Deutscher und Bayerischer Meister).
Die meisten Mitglieder aller Vereine kann der Kulturtreff Kastl mit 940 aufweisen. Die Kastler Kleinkunsttage sind der kulturelle Höhepunkt jeden Jahres. An der Veranstaltung nehmen immer mehrere, meist aus dem Fernsehen bekannte Kabarettisten und Sänger teil. Die Rockband Troglauer Buam wohnt zum Teil in Kastl, auch ihr namensgebender Proberaum Muhbarack in Troglau liegt auf dem südlichen Gemeindegebiet.

### Erntedankzug
Seit 1950 gibt es in Kastl einen historischen Erntedankzug. Bei dem nur alle zehn Jahre stattfindenden Festzug wird das bäuerliche Leben so dargestellt, wie es einmal war. Die Liste der Festwagen ist lang: Von der Bauernhochzeit, dem Pferdegespann mit beladenem Heuwagen, einer Schulklasse mit Lehrer bis hin zur Hutza-Stub’n ist alles dabei. Über 30 Festwagen und zahlreiche Fußgruppen stellen das Leben auf dem Lande möglichst identisch dar. An dem Festzug beteiligen sich alle Vereine der Kirchengemeinde Kastl mit nahezu 500 Mitwirkenden. Der Festzug im Jahr 2000 lockte über 8000 Besucher an.

### Bauwerke
In den Gemeindeteilen Wolframshof und Unterbruck gibt es zwei Schlösser mit großen zugehörigen Ländereien (Agrarflächen und Waldstücke). Ein weiteres Bauwerk ist die Kirche St. Margaretha in der Dorfmitte. Im Friedhof sowie im Schloss Wolframshof steht je ein sogenannter Bonifatiusstein. Solche Steine ließ Bonifatius überall dort, wo er missionierte, als Zeichen seines Wirkens aufstellen.

### Natur
- Das Naturschutzgebiet Langweiher Moor

## Wirtschaft und Infrastruktur

### Ansässige Unternehmen
Die größten Arbeitgeber des Ortes sind die Firma IEM Fördertechnik GmbH (Förderbänder, Förderanlagen), die bis nach Brasilien und Indien liefert, das Bauunternehmen Johann Heining und die Firma Heinrich Hoven.

### Dienstleistungen und Betriebe
Im Gemeindegebiet Kastl gibt es eine Grundschule, einen Kindergarten, eine katholische Kirche, mehrere Banken und Versicherungen, mehrere Wirtshäuser, ein Café, Frisörläden, einen Allgemeinarzt, einen Zahnarzt, eine Physiotherapie, eine Massagepraxis, eine Bäckerei, eine Metzgerei, eine Werbeagentur, einen Malerbetrieb, einen Dachdeckerbetrieb, ein Bauunternehmen, eine Freiwillige Feuerwehr, ein Elektrogeschäft und ein Sägewerk.

### Verkehr
Kastl liegt günstig im Städtedreieck Bayreuth, Weiden, Marktredwitz und hat mit der Staatsstraße 2665 eine direkte Verbindung zur B 22 und B 299 und damit auch an die Autobahnen A 9 und A 93.

## Persönlichkeiten
- Alois Weber (* 1903 in Kastl; † 1976 in Freising), Offizier, Generalmajor